# Стандарта
Стандарта или штандарта је посебна, уникатна застава са хералдичким мотивом, најчешће изведена из садржаја грба и по правилу је вије највиши извршни представник титулара на копљу.